# Już za tobą tęsknię
Już za Tobą tęsknię (ang. Miss You Already) – brytyjski film fabularny z 2015 roku w reżyserii Catherine Hardwicke, wyprodukowany przez wytwórnię Entertainment One. Główne role w filmie zagrały Drew Barrymore i Toni Collette.
Premiera filmu odbyła się 12 września 2015 podczas 40. Międzynarodowego Festiwalu Filmowego w Toronto. Dwa tygodnie później, 25 września, obraz trafił do kin na terenie Wielkiej Brytanii. W Polsce premiera filmu odbyła się 13 maja 2016.

## Fabuła
Milly (Toni Collette) i Jess (Drew Barrymore) są dwiema najlepszymi nierozłącznymi przyjaciółkami, które przetrwały wszelakie zawirowania życiowe. Pewnego dnia pierwsza z nich dowiaduje się, że ma nowotwór piersi. Tymczasem druga potrzebuje terapii hormonalnej, aby zajść w upragnioną ciążę. Kobieta odkłada leczenie, by wspierać schorowaną przyjaciółkę.

## Obsada
- Toni Collette jako Milly[3]
- Drew Barrymore jako Jess[4]
- Mem Ferda jako Ahmed[4]
- Dominic Cooper jako Kit[4]
- Paddy Considine jako Jago[4]
- Tyson Ritter jako Ace[5]
- Frances de la Tour jako Jill
- Jacqueline Bisset jako Miranda[4]
- Honor Kneafsey jako Scarlett
- Ryan Lennon Baker jako Ben
- Janice Acquah jako Nisha
- Charlotte Ubben jako Cheryl
- Shola Adewusi jako Athena
- Anjli Mohindra jako Kira

## Odbiór

### Krytyka
Film Już za tobą tęsknię spotkał się z pozytywną reakcją krytyków. W serwisie Rotten Tomatoes 71% ze stu dziesięciu recenzji filmu jest pozytywne (średnia ocen wyniosła 6 na 10). Na portalu Metacritic średnia ocen z 24 recenzji wyniosła 59 punktów na 100.